# 情满珠江
《情满珠江》是1990年代珠江电影制片厂电视部所拍摄的一部35集电视连续剧，是广东影视剧的代表作之一。1993年1月，广东省人民政府领导要求珠江电影制片厂创造一部反映一部珠三角地区改革开放奋斗历程的电视剧。本剧极富“广东特色”，重点描述普通人的悲欢感受和生活变迁。本剧于1994年播出，获得了极高的收视率。
剧中有知识青年集体逃往香港的敏感情节（在央视没有播出）、还有女知青为返乡不惜牺牲肉体、民营企业之间的明争暗斗、感情纠葛对家庭的冲击等在当时看来很“出格”的内容。对此，总制片人董智勇回应道“如果没有广东领导的开明，坦然承认历史的态度,这是完全不敢想象的。” 
本剧亦开创了中国大陆公开征选剧本的先河，用董智勇的话说，就是“素材太多了,与其说故事情节是‘编’出来,不如说是‘压缩提炼’出来的,真实的生活比艺术创作更惊心动魄。”

## 概述
该剧以南方一家电扇厂发展为集团公司为蓝本，描述了一群知识青年几十年间的酸甜苦辣，七十年代上山下乡时的辛酸故事，八十年代返城时遇到的艰辛历程，改革开放时期创业时的喜怒哀乐。
本剧片名“情满珠江”为当时任广东省委书记的谢非题写。

## 演员
- 左　翎　饰　梁淑贞
- 巍　子　饰　林必成
- 王　琳　饰　张越美
- 普超英　饰　谭　蓉
- 徐东方　饰　全　哥
- 陈　锐　饰　麦　坚
- 张天喜　饰　张越良
- 袁　玫　饰　何　欢
- 池华琼　饰　林必娇
- 黄思维　饰　太子昌
- 刘　延　饰　财　叔
- 黄锦裳　饰　财　婶
- 王　进　饰　张父、张铭楷
- 吴　竞　饰　张　母
- 翁广明、谢敬波、张莹　饰　星　仔
- 孙少伟　饰　麦　父
- 叶　萌　饰　麦　母
- 孔宪珠　饰　梁　父
- 贺小书　饰　梁　母
- 郭　昶　饰　朱世蒙
- 吴忆强　饰　欧　根
- 徐　安　饰　保　罗
- 谢若琳　饰　欧阳菲妮
- 鲁　牛　饰　罗副书记
- 冯进高　饰　苏　光
- 张　镜　饰　陈科长
- 马雨秋　饰　三　姐
- 董智勇　饰　泰丰董事长
- 李　纹　饰　菲　菲
- 刘　群　饰　朱克勤
- 齐荣久　饰　钟经理
- 张红曼　饰　阿　芳

## 职员
- 导演：王进、袁世纪
- 编剧：廖志楷、李彦雄、戴沛霖
- 总监制：黄浩
- 总策划：邹启宇
- 责任编辑：张志敏 汪国辉
- 监制：张大莹 孙孔华 尹诗
- 策划：林运才 谢望新 王进 王毅 冷卫 贺梦凡 董智勇
- 摄像：王远东
- 总制片人：董智勇

## 链接
- 充分艺术化的生活写真——《情满珠江》观后感《中国电视》 （页面存档备份，存于） 1994年04期